# غرفة احتجاز

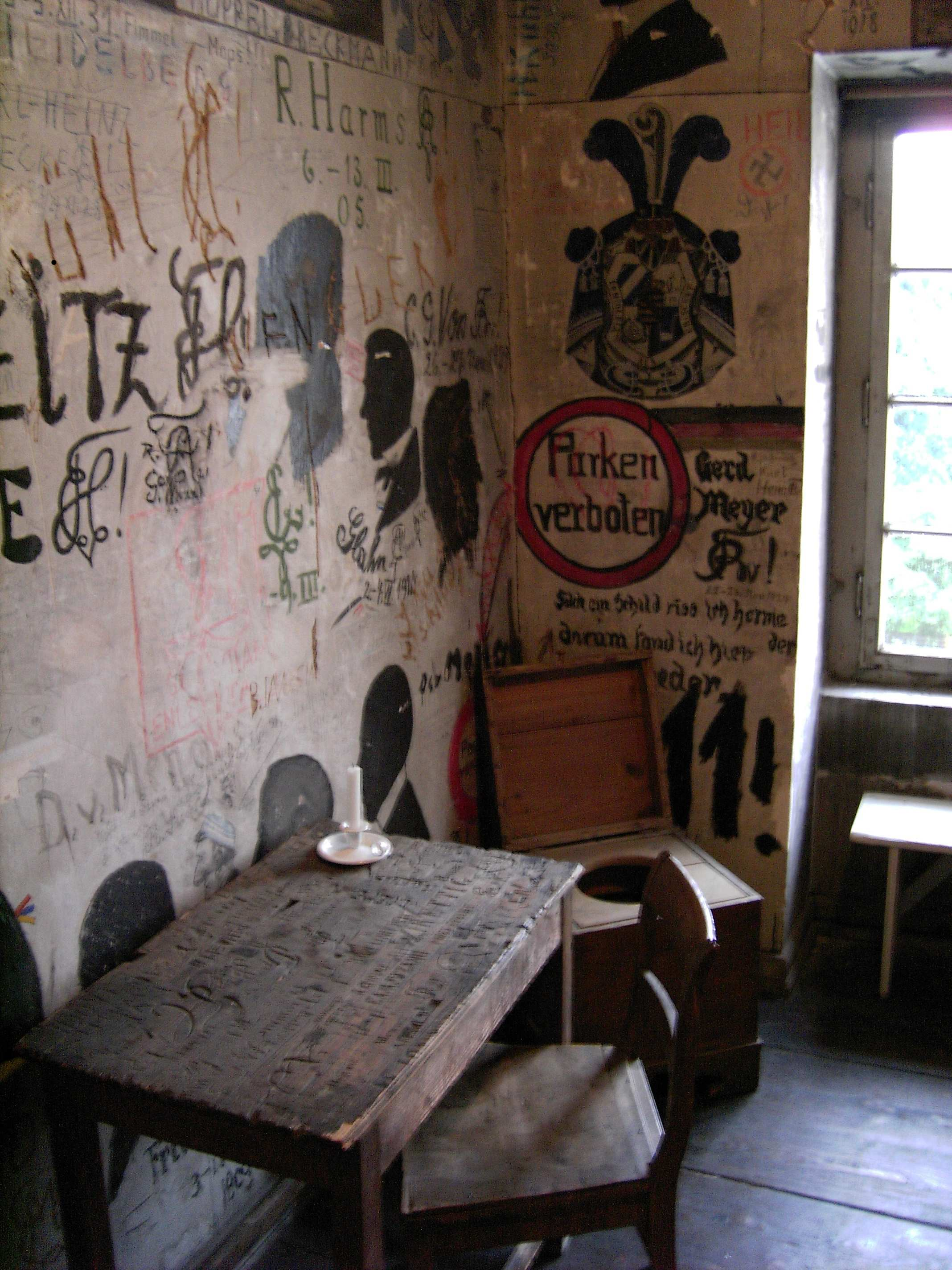
غرفة الاحتجاز بجامعة غوتنغن

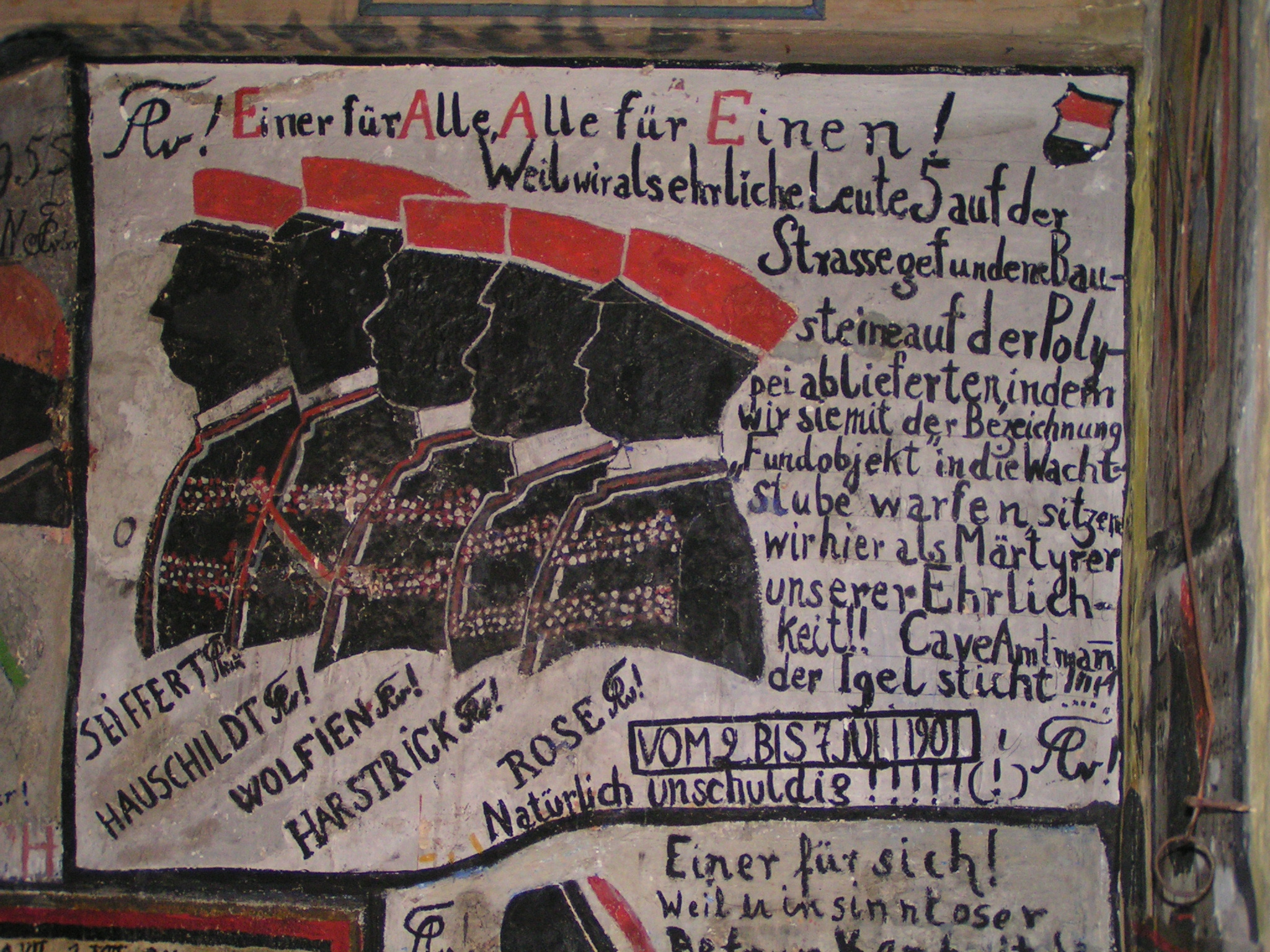
جامعة هايدلبرغ وجرافيتي على جدران غرفة الاحتجاز

كانت غرفة الاحتجاز ((بالألمانية: Karzer)) عبارة عن محبس أو غرفة حبس مخصصة لحجز الطلاب من أجل عقابهم ضمن اختصاص بعض المؤسسات التعليمية في ألمانيا. وكانت غرف الاحتجاز توجد في الجامعات والمدارس الثانوية الألمانية (هي مدارس مشابهة للمدارس الثانوية البريطانية) في ألمانيا حتى بداية القرن العشرين. على سبيل المثال كان سجين غرفة احتجاز ماربورغ آخر سجين تم تسجيله في أواخر عام 1931.
وكان المسؤول عن إدارة غرفة الاحتجاز يسمى حاجب (بالإنجليزية: bedel)، أو الآمر (العميد) في وقت لاحق. بينما يعتبر الاعتقال في غرفة الاحتجاز عقابًا شديدًا في الأصل، فإن احترام هذا العقاب تضاءل مع مرور الوقت، وبشكل خاص في القرن 19، حيث أصبح مصدرًا للفخار أن يتم اعتقال المرء مرة واحدة على الأقل أثناء تواجده في الجامعة. وفي نهاية القرن 19، حيث أصبح الطلاب في الحجز مسئولين عن طعامهم وشرابهم وتم السماح لهم باستقبال الزوار، ومن ثم تحول «العقاب» إلى مناسبة اجتماعية في الغالب مع تناول المشروبات الكحولية بصورة مفرطة.
لقد تم الحفاظ على غرف الاحتجاز في جامعات كل من هايدلبرغ ويينا وماربورغ وفرايبورغ وتوبنغن و فرايبرغ (كلية علوم المناجم) وغرايفسفالت وغوتنغن وإرلنغن نورنبيرغ في إرلنجن. وكانت غرفة الاحتجاز في غوتنغن التي عرفت باسم فندق بروهابيك تيمنًا بالحاجب بروهابيك؛ قد تم نقلها في القرن 19، حيث تم توسعة مكتبة الجامعة، حتى مبنى قاعة الاحتفالات؛ ويظهر على باب الزنزانة الذي تم الحفاظ عليه جرافيتي رسمه أوتو فون بسمارك. ليظل شاهدًا على كيف أمضى الطلاب أوقاتهم في الزنزانة فهناك الكثير من الحوائط التي تحمل الذكريات والرسومات على الأبواب والمناضد التي تركها الطلاب في الزنازين وهي الآن بمثابة عنصر جذب سياحي في الجامعات الألمانية العريقة.

## المؤلفات
- مارك توين، صعلوك بالخارج (A Tramp Abroad). (مع الإشارة إلى غرفة الاحتجاز بجامعة هايدلبرغ).
- كارولين جيه موني.: ملاحظات من الأوساط الأكاديمية: ألمانيا. سجن أم مزار؟ كيف ترك الطلاب الألمان بصمتهم على جدران سجن الحرم الجامعي. في: وقائع التعليم العالي (The Chronicle of Higher Education)، 1 مارس 1996، A 55. [غوتينغن].
- غرف احتجاز طلاب هايدلبرغ (Der Heidelberger Studentenkarzer). بقلم: آندرو كوين. تحرير: جامعة هايدلبرغ. هايدلبرغ [2011].
- جيرت هان: غرفة الاحتجاز: بيرة! البراءة! الانتقام! غرفة الاحتجاز بجامعة غوتنغن وتاريخها. غوتنغن 2005.
- هانز جونتير بيكيرت / نوربيرت نيل: كتاب غرفة احتجاز ماربورغ. تاريخ ثقافي موجز حول غرفة الاحتجاز في الجامعة. النسخة الثالثة المنقحة والمزيدة. ماربورغ 2013.

## وصلات خارجية
- The Karzer of Friedrich-Alexander-Universität Erlangen-Nürnberg
- Karzer of Technische Universität Freiberg
- The Karzer of the University of Göttingen
- The Karzer of Ernst-Moritz-Arndt- Universität Greifswald
- The Karzer of جامعة هايدلبرغ
- The Karzer of the University of Jena نسخة محفوظة 12 فبراير 2013 at Archive.is
- The former Karzer of the University of Leipzig نسخة محفوظة 4 نوفمبر 2005 على موقع واي باك مشين.
- The Karzer of Philipps-Universität Marburg
- German Text: The Karzer of Albert-Ludwigs-Universität Freiburg
- The Karzer of the University of Tübingen
- The Karzer of the 'Evangelisches Stift' Tübingen
- The Karzer of the University of Tartu (Estonia)
- Karzer of the former Polytechnicum Riga (Latvia)

The final two lock-ups had been established in the manner and tradition of German campus prisons.